# 行動吧！怪盜少女
《行動吧！怪盜少女》（日语：行くぜっ!怪盗少女）是桃色幸運草的出道單曲，於2010年5月5日由UNIVERSAL J發售。2012年9月26日，此單曲以《行動吧！怪盜少女 〜Special Edition〜》之名重新發行，額外附送收錄《行動吧！怪盜少女》MV的DVD，同樣由UNIVERSAL J發行。

## 發行及宣傳
單曲分為通常盤和初回限定盤A（盤）、B（盤）、C（盤）、D（盤）、E（盤）、F（盤），共七種版本發行。每張初回限定盤以不同成員為封面，並以成員各自的代表色為主色；收錄曲目則跟通常盤相同。
2010年3月3日，桃色幸運草於明治紀念館舉辦公開簽約儀式，定下了「若未能達到『(身高-100)×0.8』的『偶像體重』，就不會簽約」的規則。會場上共有200名歌迷和記者。公開測量後，其中一名成員高城蕾妮超重0.8公斤。因此她們的合約變了「暫定合約」。她們在同一活動上說出該年的目標：「取得Oricon第1名，在紅白登場，在武道館辦演唱會！然後舉辦一個給全部來到武道館的歌迷的握手會。」

## 歌曲
桃色幸運草在《行動吧！怪盜少女》中自稱「怪盜少女」，歌曲甫開始就是以說唱風格介紹六名成員的名字。歌中主角宣示想得到「你的那顆心」（あなたのその心），以及夢想「用笑容和歌聲照亮世界」（笑顔と歌声で世界を照らし出せ）。

## 歌詞變動
歌曲開頭的歌詞會隨著成員人數變動，初期的歌詞為「レニ カナコ アカリ シオリ アヤカ モモカ」，早見朱莉於2011年4月10日畢業後歌詞變更為「レニ カナコー シオリ アヤカ モモカ」，有安杏果於2018年1月21日畢業後歌詞變更為「レニ カナコー シオリ ササキアヤカ」。

## 編舞及音樂影片
在《行動吧！怪盜少女》音樂影片（MV）的部份鏡頭，桃色幸運草穿上了女僕、護士、女警等服裝。MV中其中一個焦點在於百田夏菜子的「反蝦跳」（エビ反りジャンプ）——四肢擺後，身體向外曲跳起。這一跳亦是這首歌現場演出的重點。

## 銷售成績
2010年5月3日，此單曲以約1.6萬的銷量登上Oricon公信榜單曲日榜首名，翌日排名急降至第14名。其後此單曲取得該星期單曲周榜的第3名。兩年後重新發行的版本《行動吧！怪盜少女 〜Special Edition〜》則取得同一排行榜的第7名。

## 現場表演
2012年12月31日，桃色幸運草Z初次登上NHK紅白歌合戰的舞台，演唱以「桃色紅白Z」（ももいろ紅白だZ!!）為題的組曲。該組曲由《行動吧！怪盜少女》和其當時最新的單曲《再會吧、那些愛憐的悲傷啊》兩首歌曲組成。她們先穿上黑色或白色的長裙演唱《再會吧、那些愛憐的悲傷啊》，然後脫去身上的黑白長裙，露出裏面以五名成員各自的代表顏色（紅、黃、粉紅、綠、紫）為主色的裙子繼續演唱《行動吧！怪盜少女》。雖然當時早見朱莉早於2011年4月離開組合，但歌中仍使用一段包含六人暱稱的歌詞。

## 收錄歌曲
| CD   | CD                                 | CD         | CD                  | CD         | CD   |
| 曲序 | 曲目                               |            | 作曲                | 編曲       | 时长 |
| ---- | ---------------------------------- | ---------- | ------------------- | ---------- | ---- |
| 1.   | 行動吧！怪盜少女                   | 前山田健一 | 前山田健一          | 前山田健一 | 3:48 |
| 2.   | 跑吧！（走れ!）                         | INFLAVA    | Koji Oba、michitomo | michitomo  | 4:36 |
| 3.   | 行動吧！怪盗少女（Off Vocal ver.） | -          | -                   | -          |      |
| 4.   | 跑吧！（Off Vocal ver.）           | -          | -                   | -          |      |

### 重新發行版本
CD曲目跟2010年發行的版本相同。
| DVD  | DVD                            |
| 曲序 | 曲目                           |
| ---- | ------------------------------ |
| 1.   | 行動吧！怪盜少女 -Music Video- |

## 排行榜
| 排行榜（2010年）                  | 最高排名 |
| --------------------------------- | -------- |
| Oricon公信榜單曲日榜              | 1        |
| Oricon公信榜單曲周榜              | 3        |
| Oricon公信榜單曲月榜              | 20       |
| Billboard JAPAN Hot 100           | 19       |
| Billboard JAPAN Hot Singles Sales | 3        |

### 重新發行版本
| 排行榜（2012年）                           | 最高排名 |
| ------------------------------------------ | -------- |
| Oricon公信榜單曲日榜                       | 6        |
| Oricon公信榜單曲周榜                       | 7        |
| Oricon公信榜單曲月榜                       | 44       |
| Billboard JAPAN Hot 100                    | 29       |
| Billboard JAPAN Hot Singles Sales          | 6        |
| Billboard JAPAN Adult Contemporary Airplay | 57       |

## 音樂合作
- 《行動吧！怪盜少女》：TBS系列4月份、5月份主題曲
- 《跑吧！》：東寶電影《桃花期》插曲

## 外部連結
- YouTube上的《行動吧！怪盜少女》PV
- 官方網站 （页面存档备份，存于）（日語）